# Vláknina

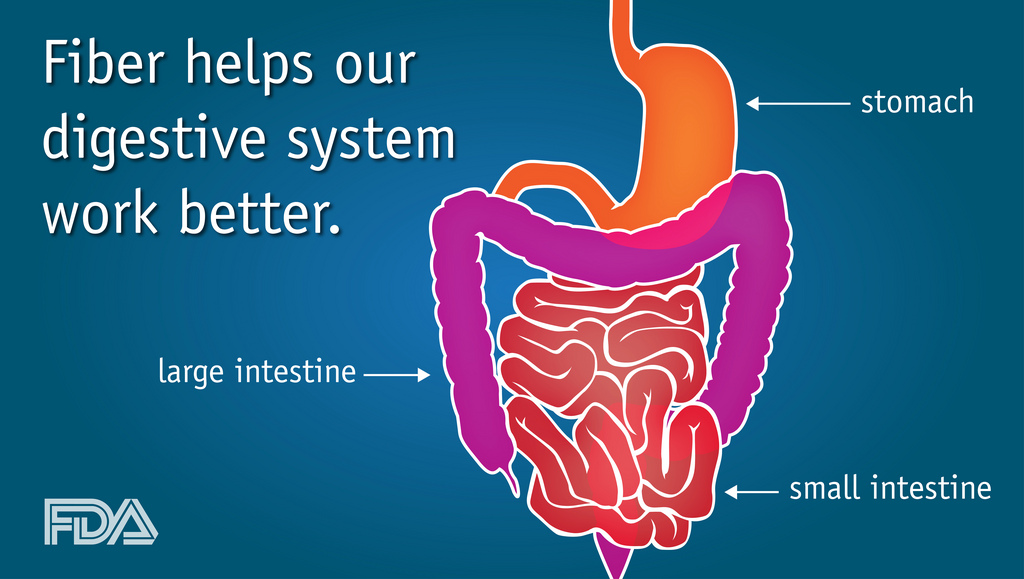
Vláknina je prospěšná trávicí soustavě

Vláknina je významná složka potravy, která je sama obtížně stravitelná. Existují dva druhy vlákniny: rozpustná a nerozpustná. Rozpustná vláknina má schopnost absorbovat vodu, bobtnat a v trávicím traktu fermentuje, proto může být zdrojem energie. Reguluje trávení tuků a jiných sacharidů (mezi něž sama také patří), váže na sebe vodu a tím nabývá na objemu. To vede k pocitu nasycení. Z větší části je živinou pro mikrobiální flóru v trávicím traktu, působí tedy jako tzv. prebiotikum. Nerozpustná vláknina v trávicím traktu nefermentuje, není zdrojem energie. Zvětšuje objem obsahu ve střevech a zkracuje dobu, po kterou tam zůstává potrava. Zejména příznivě se uplatní v tlustém střevě, kde se díky zvětšení objemu stolice naředí odpadní látky, které vznikly při trávení. Ty pak snadněji opouštějí trávicí trakt, který je tak po kratší dobu vystaven styku s potenciálně nebezpečnými látkami.

## Doporučený denní příjem
Americká potravní asociace doporučuje alespoň 20–35 g denně pro zdravého dospělého v závislosti na příjmu energie (např. strava s energetickou vydatností 8400 kJ by měla obsahovat 25 g vlákniny). Doporučení asociace pro dítě je, že počet gramů na den je číselně věk dítěte plus 5 (např. čtyřleté dítě má sníst alespoň 9 g vlákniny denně). Vláknina působí také jako „kartáč střev“ – působí proti nemocem střev (rakovina tlustého střeva, …).[zdroj⁠?!]
Britská potravní asociace doporučila alespoň 12–24 g vlákniny denně pro zdravého dospělého.[zdroj⁠?!]
Výživové doporučení pro obyvatelstvo ČR je zpracováno Společností pro výživu v souladu s dokumentem komise Evropských společenství s názvem: Strategie pro Evropu týkající se zdravotních problémů souvisejících s výživou, nadváhou a obezitou (bílá kniha). Podle ní je žádoucí zvýšení příjmu vlákniny na 30 g za den u dospělých. U dětí od druhého roku života 5 g + počet gramů odpovídajících věku (rokům) dítěte.
Michael Greger doporučuje denně 25 g rozpustné a 47 g nerozpustné vlákniny.

## Zdroje vlákniny
Rozpustná vláknina je obsažená v mnoha druzích potravin včetně následujících:
- luštěniny (hrách[2], sójové boby, fazole[2])
- glukomannan (hlízy konjaku, salep)
- tobolky a semínka lnu[3] (zdroj rozpustné i nerozpustné vlákniny)
- oves[2], žito, ječmen[2]
- některé ovoce (především jablka[2] a banány) a bobule
- některá zelenina jako brokolice a mrkev[2]
- kořenová zelenina
- brambory (jejich slupka obsahuje nerozpustnou vlákninu)
- semena psyllia[2] (jen asi ⅔ rozpustné vlákniny).

Luštěniny běžně obsahují sacharidy krátkých řetězců, které, ač nestravitelné lidským trávicím ústrojím, jsou rozkládané bakteriemi nacházejícími se v tlustém střevě, což způsobuje nadýmání.
Zdroje nerozpustné vlákniny zahrnují následující:
- celozrnná jídla[4] s obsahem zejména slupek, oves[3]
- tobolky a semínka lnu[3] (zdroj rozpustné i nerozpustné vlákniny)
- obilné slupky, otruby[2][5]
- ořechy[2][4][5] a semena[4]
- zelenina jako zelené fazolky[2][5], květák[2][5], cuketa[4], celer[4], čočka[4]
- slupky některých druhů ovoce a rajčat
- okurky[4]
- hnědá rýže[4]
- mrkev[4] a brambory[4][5]

Podle informačního centra o mikronutrientech Oregonské státní univerzity mezi nejbohatší na vlákninu patří luštěniny, ořechy a semínka, otruby, z ovoce švestky a asijská hruška.

## Energetická hodnota vlákniny
Vstřebání vlákniny je různé u různých jedinců, proto je její energetická hodnota stanovena pouze průměrně. Vzhledem k její sytící schopnosti je považována zejména při redukčních dietách jako ideální zdroj energie. Podle doporučení FAO se její kalorická hodnota stanovila na 8 kJ/g, což je méně než polovina oproti bílkovinám a ostatním sacharidům a přibližně pětina oproti tukům.